# Zophodia
Zophodia is een geslacht van snuitmotten (Pyralidae). De wetenschappelijke naam werd gepubliceerd in 1825 door Jacob Hübner.
Tot dit geslacht behoort onder meer de kruisbeslichtmot (Zophodia grossulariella) waarvan de larven de onrijpe vruchten van de kruisbes (Ribes grossularia of Ribes uva-crispa) en andere planten uit het geslacht Ribes eten. Zophodia analamprella is een soort die voorkomt in Zuid-Amerika en waarvan de larven zich voeden met cactussen uit het geslacht Opuntia. Zophodia stigmaferella, eveneens uit Zuid-Amerika, voedt zich met de cactus Cereus validus.

## Soorten
- Z. analamprella Dyar, 1922
- Z. apicigrammella Blanchard & Knudson, 1985
- Z. asthenosoma Dyar, 1919
- Z. bidentella Dyar, 1908
- Z. brevistrigella Ragonot, 1888
- Z. convolutella Denis & Schiffermüller, sensu Hübner, 1796
- Z. creabates Dyar, 1923
- Z. chilensis Heinrich, 1939
- Z. dentata Grote, 1876
- Z. didactica Dyar, 1914
- Z. ebeniella (Ragonot, 1888)
- Z. fernaldialis Hulst, 1886
- Z. fieldiella Dyar, 1913
- Z. fuscomaculella Wright, 1916
- Z. graciella Hulst, 1887
- Z. grisealis Joannis, 1929
- Z. grossulariella

Kruisbeslichtmot Zincken, 1809
- Z. hemilutella Dyar, 1922
- Z. holochlora Dyar, 1925
- Z. huanucensis Heinrich, 1939
- Z. immorella Dyar, 1913
- Z. insignatella Dyar, 1914
- Z. insignis Heinrich, 1939
- Z. junctolineella Hulst, 1900
- Z. leithella Dyar, 1928
- Z. leuconips Dyar, 1925
- Z. lignea de Joannis, 1927
- Z. longipennella Hulst, 1888
- Z. lucidalis Walker, 1863

- Z. maculifera Dyar, 1914
- Z. nephelepasa Dyar, 1919
- Z. parabates Dyar, 1913
- Z. penari Roesler & Kuppers, 1981
- Z. phryganoides Walker, 1857
- Z. porrecta Dyar, 1925
- Z. prodenialis Walker, 1863
- Z. punicans Heinrich, 1939
- Z. stigmaferella Dyar, 1922
- Z. straminea Strand, 1915
- Z. strigalis Barnes & McDunnough, 1912
- Z. subcanella Zeller, 1848
- Z. substituta Heinrich, 1939
- Z. subumbrella Dyar, 1925
- Z. tapiacola Dyar, 1925
- Z. thalassophila Dyar, 1925
- Z. transilis Heinrich, 1939